# Cinquième rang

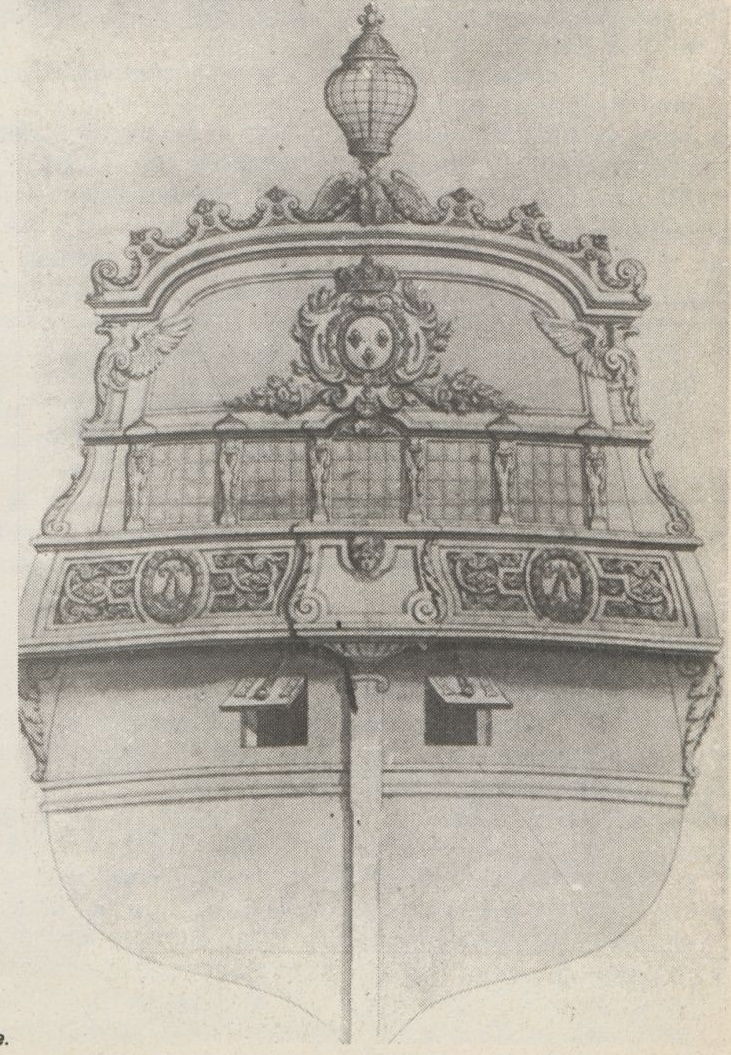
L’Aigle, lancé en 1692, exemple de petit vaisseau de cinquième rang.

Le cinquième rang (fifth-rate) est, entre le milieu du XVIIe siècle et le milieu du XIXe siècle, une dénomination utilisée par la Royal Navy pour classer un navire de guerre à voile ayant comme caractéristique principale un nombre de canons compris entre 32 et 44.
Dans la Marine française, le classement par rang est utilisé sous le règne de Louis XIV : les vaisseaux de cinquième rang sont, selon le règlement de 1669, des navires d'environ 300 tonneaux armés d'environ 30 canons ; en 1689 y sont classés les vaisseaux d'environ 400 tonneaux portant environ 36 canons. Ces unités de taille modeste servent de frégates : reconnaissance, transmission, chasse des navires de commerce.
À partir du début du XVIIIe siècle, les navires de guerre français sont désormais classés selon leur armement : aucune unité de 36 à 40 canons n'est lancée avant le développement des frégates de 18 à la fin du XVIIIe siècle (exemple : l’Hébé, lancée en 1782).